# Fort Kawęczyn
Fort Kawęczyn – jeden z fortów Twierdzy Warszawa, wzniesiony w latach 90. XIX wieku na prawym brzegu Wisły. Obecnie nieistniejący. Znajdował się w obrębie dzisiejszych ulic Strażackiej, Zesłańców Polskich, Roty, Madziarów i Kordiana w dzielnicy Rembertów.

## Opis
Fort był częścią Warszawskiego Rejonu Fortecznego i był jednym z fortów zamykających rejon od wschodu. Wzniesiony został w latach 1892–1893. W 1909, w ramach likwidacji Twierdzy Warszawa został skasowany, a w pierwszych latach powojennych – rozebrany.